# Велика Васильківська, 25
Будинок Бендерського — колишній київський прибутковий будинок на Великій Васильківській вулиці, 25, споруджений за проєктом видатного архітектора Владислава Городецького.
Кам'яниця вважалася однією з найяскравіших тогочасних будинків Києва. Первісне оздоблення втрачено. Пам'ятка архітектури та містобудування місцевого значення (охоронний номер № 491-Кв).

## Історія

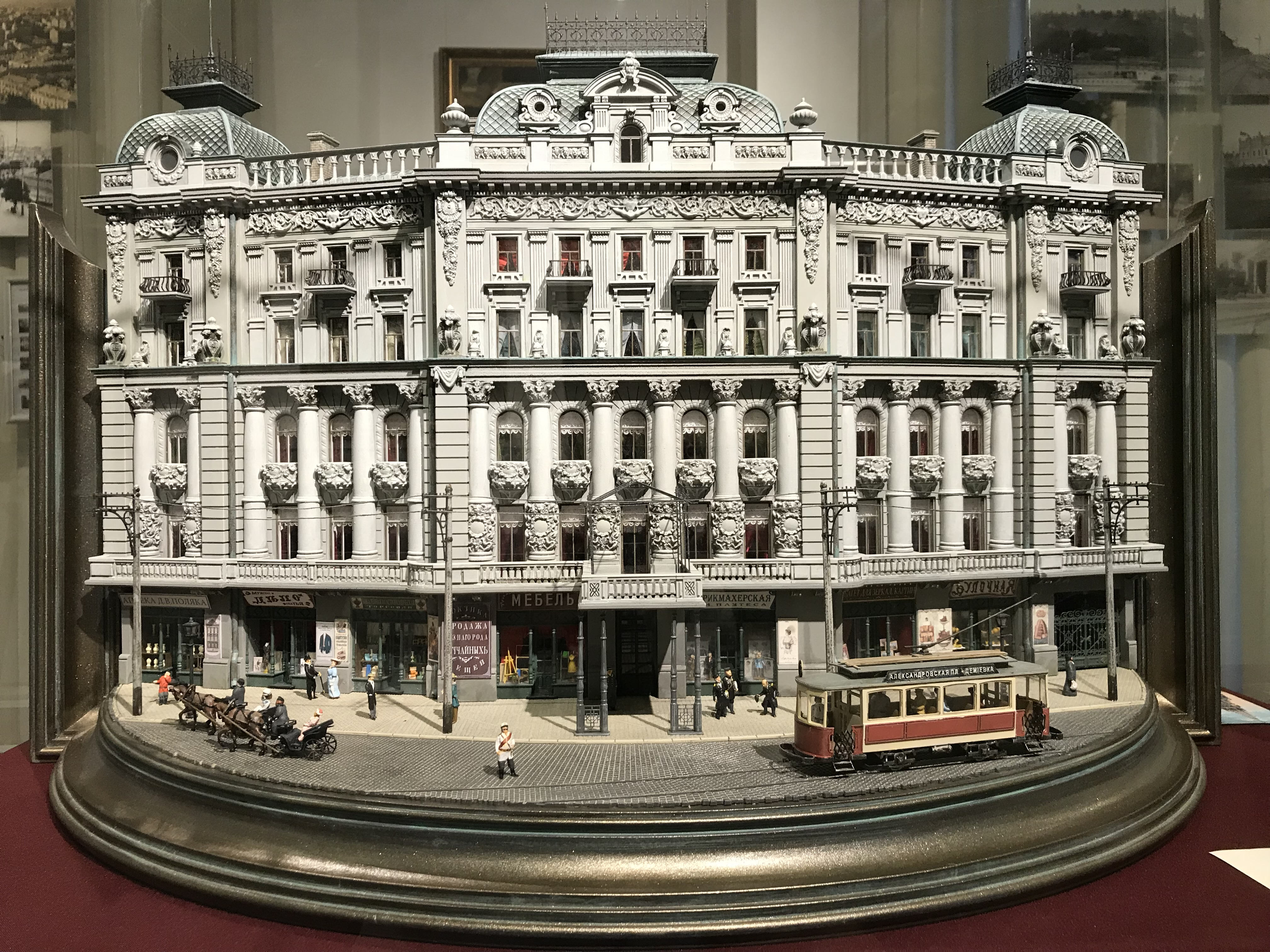
Макет прибуткового будинку на Великій Васильківській, 25. Музей історії Києва

Первісно будинок входив до складу великої садиби площею 4 552 м², розділеного в останній третині ХІХ сторіччя на окремі ділянки — № 25, 27 і частково № 23 і № 29—31.
Власниками садиби були чиновник С. Собачкін, директор училищ Київської губернії Г. Петров. У 1832 садибу придбав прапорщик київського арсеналу П. Миронов. 1850 року власником став провізор Ф. Функе. Він провів ремонтні роботи та збудував новий будинок за проєктом архітектора Миколи Самонова. У 1871—1897 роках садиба № 25 належала родині Якубовських.
1897 року ділянку придбав Лев Аврамович Бендерський, київський купець 1-ї гільдії, великий домовласник, виноторговець і староста Купецької синагоги. Усі попередні дерев'яні споруди буди зруйновані. У вересні 1897 року власник розпочав будівництво нової кам'яниці за проєктом архітектора Владислава Городецького. У 1897—1899 роках зведено п'ятиповерховий будинок. Будівлі у подвір'ї споруджено близько 1900—1901.

## Використання будинків

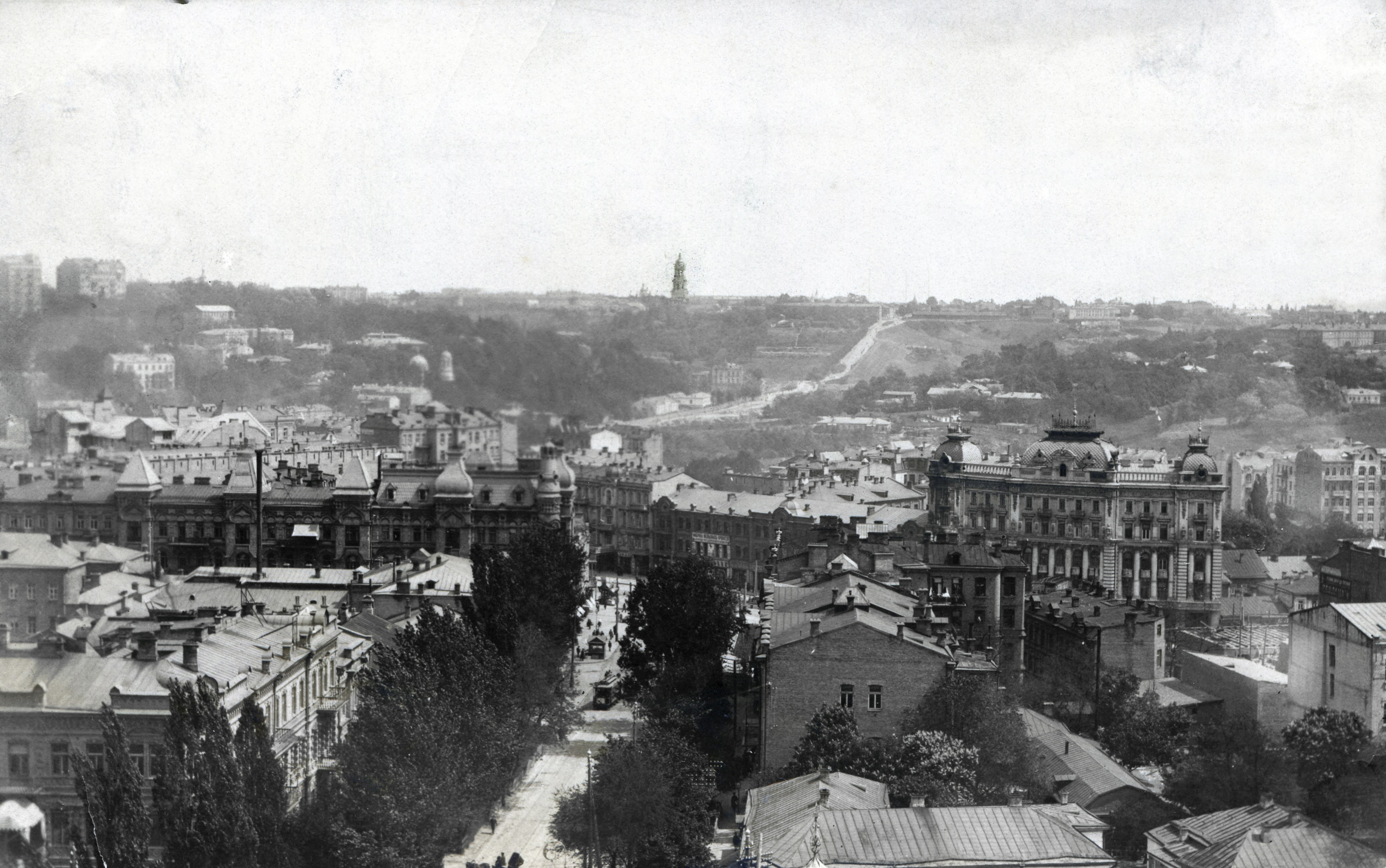
Будинок (справа) на панорамній фотографії 1914 року

На початку ХХ сторіччя приміщення садиби здавались заснованому 1900 року Київському шаховому товариству. 
1919 року частину приміщень зайняла редакція часопису «Українська кооперація» — органу Центрального українського кооперативного комітету. У 1918—1919 роках редакторами журналу були Валентин Садовський і Михайло Туган-Барановський.
У радянську добу головний будинок поступово руйнувався. В 1937 році з будівлі відвалився шматок карнизу і замість того щоб просто прикріпити його назад, що було значно дешевше, тодішня влада вирішили просто перебудувати фасад знищивши всі його елементи оздоблення: вежі, ліплення тощо. Зазнало також значних змін первісне внутрішнє планування будівлі. 
Будинок значно постраждав у наслідок «вересневої пожежі», спричиненою підривом середмістя радянськими диверсантами у 1941 році. 1948 року його відновили зі ще більш простішим оздобленням.

## Архітектура
Садиба складається з  головного будинку (1897—1899) на червоній лінії і флігеля (1899—1901) у другому ряді забудови. Будівлі об'єднані критим освітленим переходом.

### Головний будинок

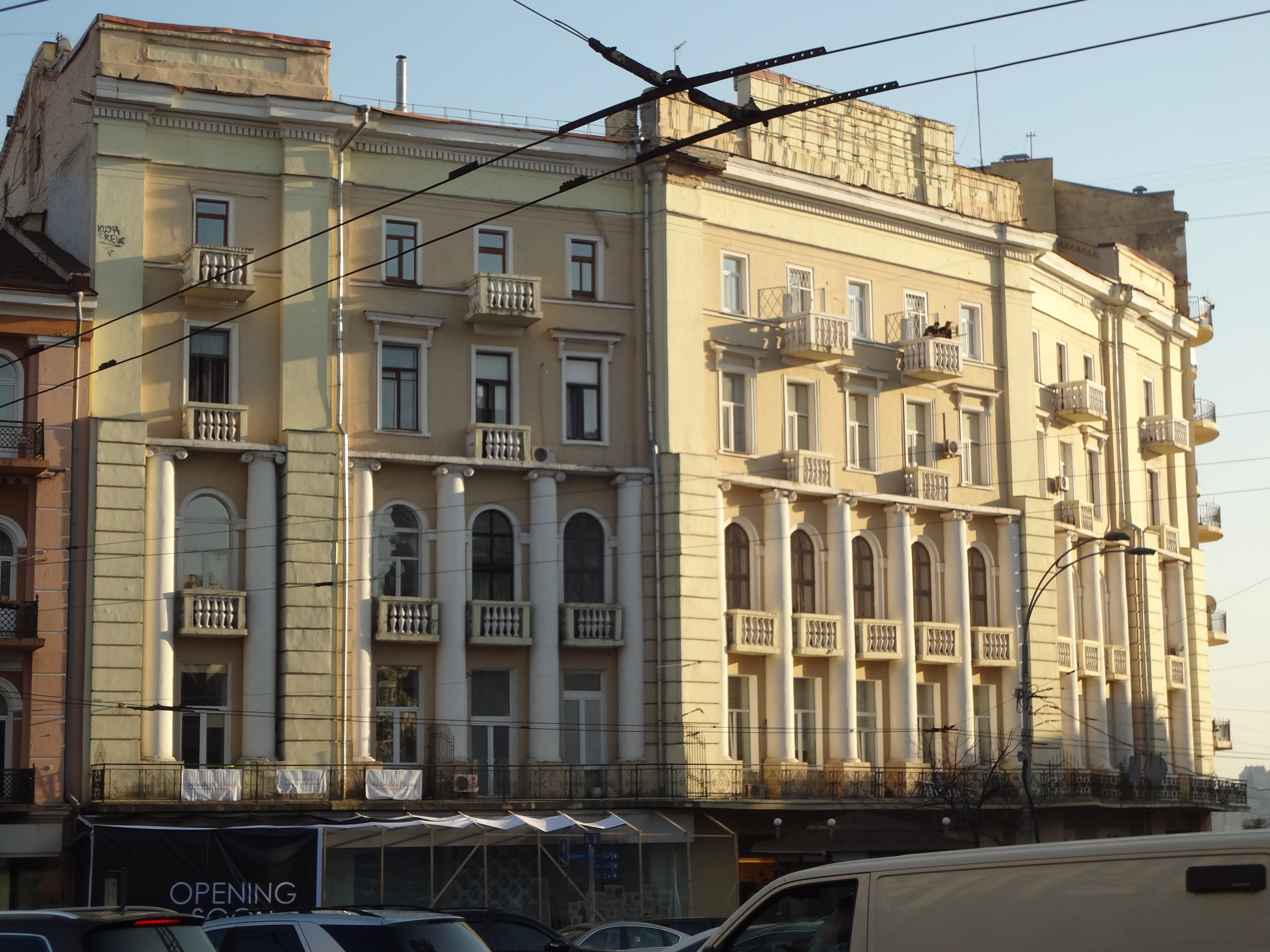
Сучасний вигляд

П'ятиповерховий будинок вважався однією з окрас тогочасного міста. Він був пишно декорований у ренесансно-бароковому стилі.
Перший поверх був відведений під крамниці. Його прикрашали великі вітрини та вивіски.
Фасад на рівні другого—п'ятого поверхів оздоблений тричвертєвими колонами коринфського ордера. На другому поверсі був балкон-балюстрада, на третьому — балкони з бетонними огорожами і ліпниною.
Четвертий і п'ятий поверхи оздоблені лізенами й пілястрами.
Над п'ятим поверхом проходить фриз із пишним рослинним орнаментом, вище — карниз, а над ним — кам'яний парапет із тумбами, декоративними вазами й фігурними балясинами.
Будинок увінчували центральна і дві флангові вежі криволінійного абрису, які прикрашували люкарни й ажурні ґрати.
Станом на 1915 рік, вздовж головного фасаду розміщувалися багатокімнатні квартири, з боку подвір'я — службові приміщення. Підвал займали двірницька, пральня, склад магазину екіпажного обладнання і пекарня з квартирою. На першому поверсі містились винна і м'ясна крамниці, бакалія, магазини екіпажного обладнання, готового одягу, а також бублична, їдальня. Нежитловий підвал обладнали для котельні й складу вугілля.

### Флігель
Флігель спорудили у 1899—1901 роках. Між ним і головним будинком — внутрішнє подвір'я завширшки вісім метрів, над яким споруджений критий перехід. Будинок — п'ятиповерховий із підвалом, цегляний і фарбований. Оформлений у стриманих раціональних формах цегляного стилю.